# Fürst von der Leyen und zu Hohengeroldseck
Fürst von der Leyen und zu Hohengeroldseck era un título noble alemán de la Casa de Von der Leyen.

## Freiherr (Barón) von der Leyen und zu Hohengeroldseck
- 1692 - 17 de julio de 1704: Juan Nicolás (en alemán: Johann Nikolaus) (1633-1704)
- 1705 - 22 de noviembre de 1711: Carlos Gaspar Francisco (en alemán: Karl Kaspar Franz) (1655-1739)[2]

## Reichsgraf (Conde) von der Leyen und zu Hohengeroldseck
- 22 de noviembre de 1711 - 20 de noviembre de 1739: Carlos Gaspar Francisco (en alemán: Karl Kaspar Franz) (encima)
- 20 de noviembre de 1739 - 16 de febrero de 1760: Federico Ferdinando Francisco Antonio (en alemán: Friedrich Ferdinand Franz Anton) (1709-1760)
- 16 de febrero de 1760 - 26 de septiembre de 1775: Francisco Jorge Carlos Antonio (en alemán: Franz Georg Karl Anton) (1736-1775)
- 26 de septiembre de 1775 - 12 de julio de 1806: Felipe Francisco de Leyen (en alemán: Philipp Franz Wilhelm Ignaz Peter) (1766-1829)

## Fürst (Príncipe) von der Leyen und zu Hohengeroldseck
- 12 de julio de 1806 - 23 de noviembre de 1829: Felipe Francisco de Leyen (en alemán: Philipp Franz Wilhelm Ignaz Peter) (encima)
- 23 de noviembre de 1829 - 17 de mayo de 1879: Carlos Eugenio Damian Erwein (en alemán: Karl Eugen Damian Erwein) (1798-1879)
- 17 de mayo de 1879 - 24 de julio de 1882: Felipe Francisco Erwein Teodoro (en alemán: Philipp Franz Erwein Theodor) (1819-1882)
- 24 de julio de 1882 - 18 de septiembre de 1938: Erwein Teodoro Felipe Damian (en alemán: Erwein Theodor Philipp Damian) (1863-1938)
- 18 de septiembre de 1938 - 13 de febrero de 1970: Erwein Otón Felipe Francisco José Ignacio (en alemán: Erwein Otto Philipp Leopold Franz Joseph Ignatius) (1894-1970)
- 13 de febrero de 1970 - 9 de septiembre de 1971: Ferdinando María Erwein Harthard Antonio Miguel José (en alemán: Ferdinand Maria Erwein Harthard Antonius Michael Joseph) (1898-1971)
- 9 de septiembre de 1971: Felipe Erwein Conrado Alfredo Eugenio Bonifacio Melchor Jorge Arbogast von Freyberg-Eisenberg (en alemán: Philipp Erwein Konrad Alfred Eugen Bonifatius Melchior Georg Arbogast Frhr von Freyberg-Eisenberg) (1969)
- 22 de noviembre de 1990: Wolfram, Príncipe Hereditario de Leyen y zu Hohengeroldseck (n.1990)